# Teimoeraz II
Teimoeraz II (Georgisch : თეიმურაზ II) (1680 – Sint-Petersburg, 8 januari 1762) uit het huis Bagrationi, was van 1732 tot 1744 koning van Kachetië in Oost-Georgië en daarna van Kartlië tot aan zijn dood.
Teimoeraz was de oudste zoon van Heraclius I en diens vrouw Anna. Teimoeraz was tezamen met zijn moeder regent voor zijn afwezige broer David II van 1709 tot 1715. In 1732 vermoordden de Turken de koning van Georgië, de andere broer van Teimoeraz, Constantijn, en namen het koninkrijk van hem over. Teimoeraz vluchtte naar de bergen van Pchavi en vocht van daaruit tegen de aanvallers.

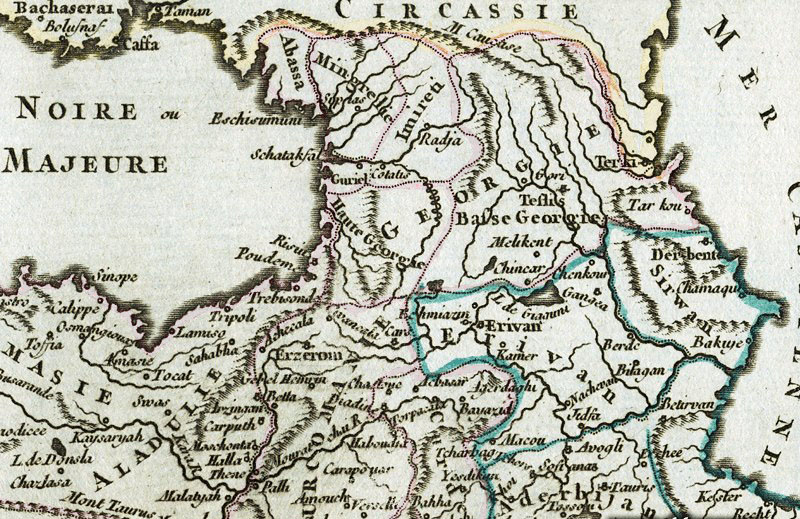
Georgië in de eerste helft van de 18e eeuw. Gilles Robert de Vaugondy, Parijs, 1748.

Voor zijn dienst tegen de Ottomanen en zijn bijdrage tegen de anti-Perzische opstand in 1744 erkende de sjah van Perzië hem als koning van Kartli en zijn zoon Heraclius kreeg de kroon van het koninkrijk Kachetië. Door deze beslissing werd er een basis gelegd voor de uiteindelijke hereniging van de Georgische koninkrijken. Nog belangrijker, ze werden voor het eerst sinds 1632 erkend als christelijke vorsten. Beide vorsten werden gekroond in de Svetitschoveli-kathedraal in Mtscheta op 1 oktober 1745.